# Província de Castelló
Castelló (en castellà, Castellón; oficialment Castellón/Castelló) és una província del País Valencià situada al nord, amb capital a Castelló de la Plana. Delimita al nord amb Catalunya, al nord-oest i l'oest amb Aragó, i a l'est amb el mar Mediterrani. Castelló de la Plana i Vila-real són les úniques localitats que superen els 50.000 habitants, ja que tenen 180.379 i 52.505 habitants respectivament. La província té 626.668 habitants (2025), la província amb menys habitants del País Valencià. La província limita al nord amb la província de Tarragona, a l'oest amb la província de Terol, al sud amb la província de València i a l'est amb el mar Mediterrani. El seu govern i administració correspon a la Diputació de Castelló.
Conté totes les Comarques del Nord del País Valencià més les comarques de l'Alt Palància i l'Alt Millars:

## Història
Des del segle viii fins al primer terç del segle xiii, la província estigué en mans dels musulmans. Jaume el Conqueridor l'agafà als reis àrabs de València i l'incorporà a la corona d'Aragó: el primer lloc en ser conquerida fou Morella, l'any 1232, i l'any següent caigueren Peníscola i Castelló de la Plana.
Les zones sud de l'interior foren repoblades majoritàriament per aragonesos, d'aquí la llengua tradicional d'algunes d'aquestes zones siga el castellà, mentre que en la costa i en la resta de l'interior predominà la repoblació d'origen català, i per això el valencià és la llengua tradicional d'eixes zones.
Durant les Guerres Carlines, la regió del Maestrat (al nord de la província) fou un foc continu reaccionari, mentre que la capital ocupà un lloc destacat com punt de suport dels exèrcits isabelins lliberals.

## Geografia

### Relleu

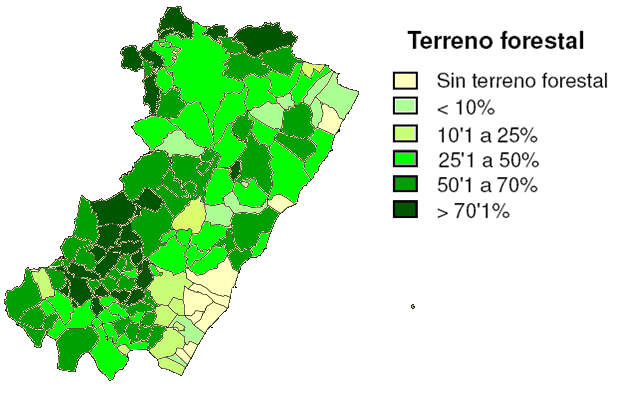
Mapa de la massa forestal dels municipis de Castelló

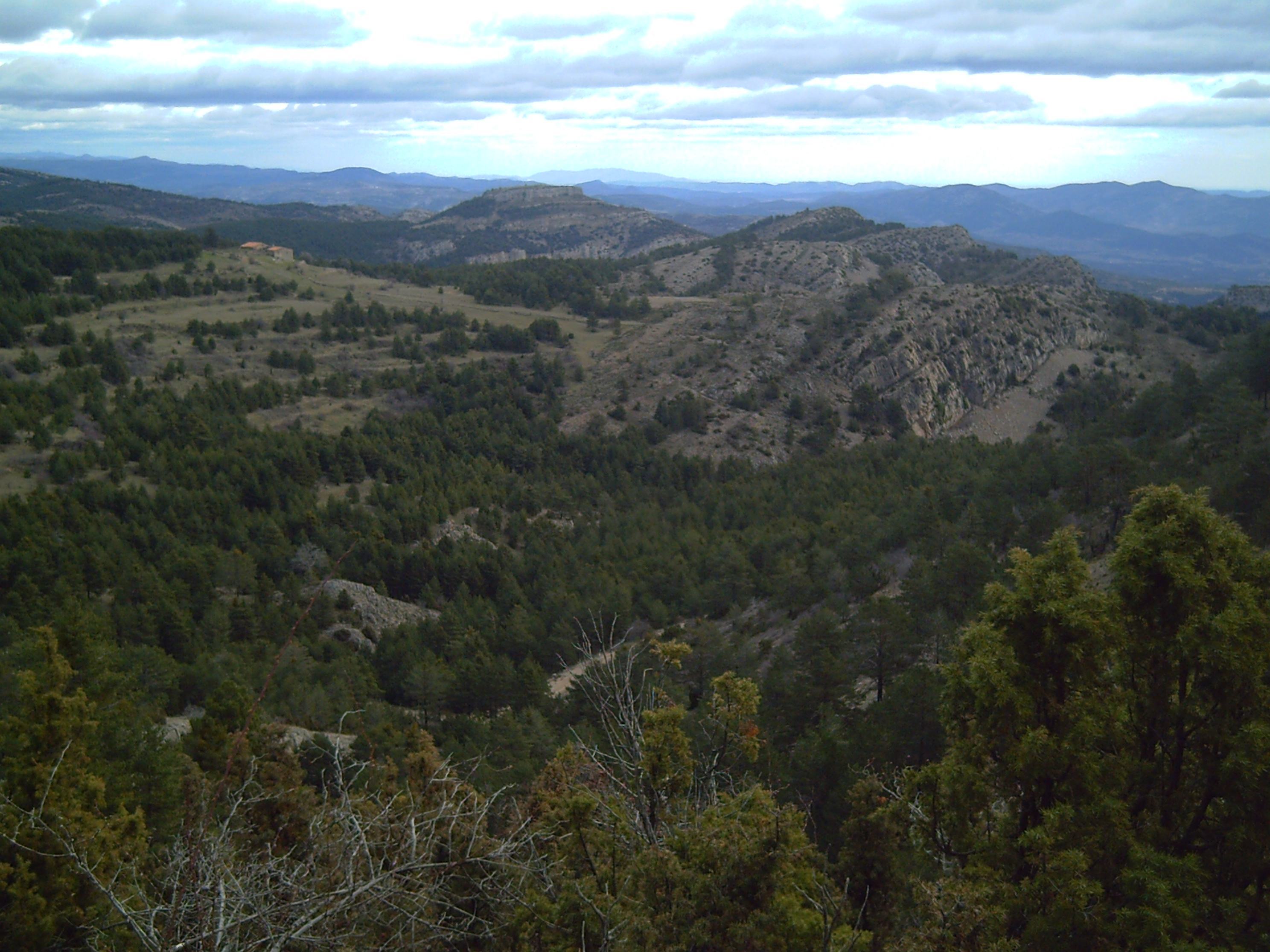
Paisatge característic de moles en el Maestrat a Penyagolosa

Les terres castellonenques tenen una configuració topogràfica molt variada: entre els altiplans del límit de la província de Terol i les planures costaneres, un conjunt de serres i valls de diversa orientació solquen, al mateix cop que accidenten, el nostre solar. Els mapes hipsomètric i de pendents ens descobreixen una certa "organització" del relleu entre tres grans conjunts: planures, serres i corredors litorals i prelitorals; altiplans i serres occidentals i valls i serres meridionals.
Vora la costa apareixen les tres grans planures: la de Vinaròs-Benicarló, de forma quadrangular, el de Torreblanca-Ribera de Cabanes, més allargat, i la Plana amb un perfil de tipus triangular. Els tres tenen pendents suaus i tan sols estan accidentats per algun puig com la muntanyeta de Sant Antoni de Betxí o el Puig de Vinaròs. O els mateixos solcs dels rius i rambles que, a voltes, han arribat a inscriure's profundament (desnivells superiors a 10 metres en el Millars, Sénia, rambla de la Vídua, riu Coves, etc.) En les parts més profundes d'aquests planures queden emplaçades les marjals, fet de rellevant interès geològic i també agrícola.
A l'oest de les planures litorals i en l'àrea central de la província, quatre alineacions muntanyoses (Esparreguera, Galceran, Atalayes d'Alcalà de Xivert-Desert d'Irta) i quatre corredors (Catí, Atzeneta del Maestrat, Albocàsser, Les Coves de Vinromà i Alcalà de Xivert) se succeïxen en direcció paral·lela a la línia de costa. L'altitud mitjana de les serres descendeix de l'oest a l'est (850 m en Esparreguera amb 1.082 m en la cima, 650 m en la Serra d'en Galceran amb 1.022 m en el pic, 550.600 m en el Desert de les Palmes amb 715 m en Encanés i 729 m en el Bartolo i 450–550 m en la Serra d'Irta que culmina a 673 m en Campanillas). També els corredors tenen menor altitud segons anem fins a l'est: Catí 600–700 m, Albocàsser 500–600 m, Les Coves de Vinromà 200–300 m i Alcalà de Xivert 100-200 m. El mapa de pendents mostra els forts contrasts entre les fondes de les valls i les àrees muntanyoses amb una accidentabilitat major i una certa oposició quant als seus perfils entre les muntanyes.
A l'oest d'aquestes serres apareix un conjunt topogràfic d'altitud mitjana-alta i de característiques distintes. Moles, altiplans i valls profunds emmarcats per agrestes serres se succeïxen des del límit de Tarragona i Terol fins al Millars. Al nord de Morella el relleu s'organitza arreglament a unes serres orientades a l'oest-est que s'inflexionen fins al nord-est en el seu tram oriental: Adell (1.224 m), Regaxolet (1.158 m), monts de Vallivana (Turmell 1.281 m), Tinença de Benifassà (Cervera 1.347 m). Les seves muntanyes són generalment disimètriques, acusant major pendent al nord; a voltes apareixen altiplans (Castell de Cabres o Fredes) o cubetes (El Ballestar), bé diferenciades en el mapa de pendents. Al sud de Morella entrem en el domini de les moles (Mola d'Ares 1.318 m, Garumba 1.142 m) i altiplans (Ares del Maestre-Vilafranca 1.200 m, Vistabella del Maestrat 1.200 m i Cortes d'Arenós-Sucaina 1.000 m). D'aquestes planures es desprenen rambles i rius que han accidentat enormement la zona. Penyagolosa amb 1.814 m, és la primera-segona cima més elevada de la regió valenciana, domina aquestes agrestes serres.
Al sud del Millars el relleu s'estructura del següent mode: una alta superfície a l'oest, la de Barraques-El Toro (1.000-1.050 m d'altitud mitjana), de la que arrenca una serra, la d'Espadà, en direcció est-oest (Pina 1.405 m, Paloma 1.153 m, Espadà 1.083 m i Batalla 972 m), flanquejada al nord per la vall del Millars i al sud pel riu Palància. La serra d'Espadà en el seu tram més occidental compta amb cimes aplanades, en la meitat oriental pràcticament es desdobla en dues alineacions de muntanyes disimètriques. Els elevats valors de les seves pendents mitjanes parlen de la seva complexitat morfològica.
Sobre una roca diversa que arma unes estructures geològiques també variades, han actuat al llarg del temps geològic els distints sistemes d'erosió. Litologia, disposició estructural i agents d'erosió estan en la base d'aquest edifici morfològic. Per a aquest ordre passem a analitzar-lo.
En el mapa litològic destaca en l'interior de la província l'enorme superfície coberta pels materials calcaris (pedra calcària, massives o alternants amb marga i pedra arenosa), arribant a la costa en les àrees de penya-segats (serra d'Irta, Orpesa). En general, dominen en tot l'Alt i Baix Maestrat i en el límit amb les províncies de València i Terol. En segon lloc, per l'extensió que ocupen podem citar els al·luvions i gravera calcàries. Aquestes s'han acumulat en llocs baixos per destrucció de massissos calcaris de l'interior, d'aquí la seva naturalesa fonamentalment calcària. Les desembocadures dels grans rius (Millars-rambla de la Vídua, riu Coves, Riu de la Sénia, riu Cérvol i rambla Cervera).
Litològicament paregudes, encara que més antics en el temps i depositats en l'interior, són els conglomerats, a diferència dels primers mencionats, s'encontren plegats. Gran representació adquirixen especialment al sud de la província, els conglomerats i pedra arenosa silícies (serra d'Espadà, serra de Pina). Són d'edat antiga i armen en general àrees muntanyoses o abruptes. Altre apuntament es localitza junt a La Pobla Tornesa. S'associen, per la seva antiguitat, a les pisarres i pedres arenoses d'edat paleozoica (més de 250.000.000 anys), que constitueixen les roques més antigues que afloren en la província.

### Clima

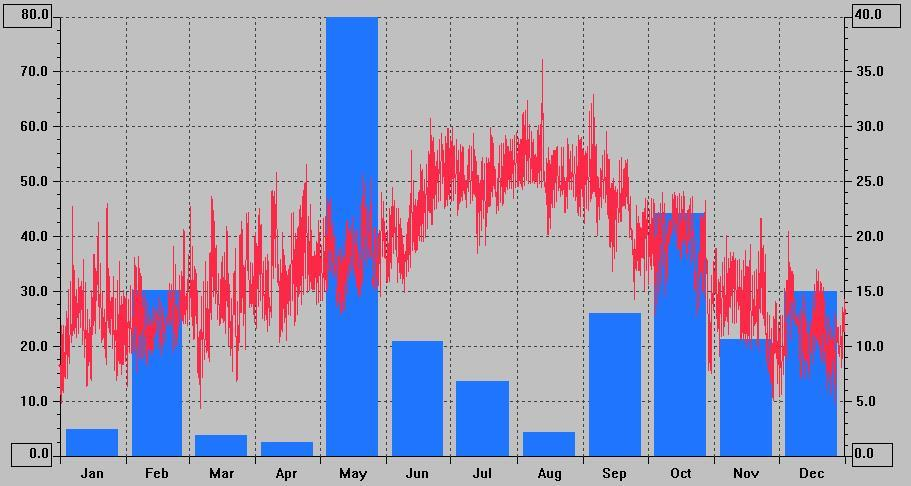
Climograma i temperatures 2008 a l'observatori de Castelló de la Plana

La província de Castelló ofereix una gran diversitat de matisos dins d'un clar predomini climàtic mediterrani. La seva situació, entre els 40º 47' i 39° 42′ latitud nord, implica la doble influència polar i tropical, que al llarg de l'any es deixen sentir en aquestes terres. El seu emplaçament a l'oest d'un petit continent i a la vora de la mar Mediterrània afegeixen importants circumstàncies a tenir en compte. Finalment, també la configuració orogràfica exerceix amb una gran influència.
La influència de la península Ibèrica i de la mar Mediterrània com generadors d'un "règim autònom" i l'arribada de masses d'aire septentrional (polars) i meridionals (tropicals) són els fets, al dir que Kunow, més essencials a tenir en compte a prop de la circulació regional atmosfèrica. En efecte, sobre la península Ibèrica en hivern sol instal·lar-se, a vegades, una alta pressió originada pels forts freds de la meseta; a part d'impedir el pas dels ciclons atlàntics la seva acció es deixa notar per l'arribada del vent fred, amb dèbil càrrega d'humitat, encara que entebiat per l'efecte Fohen. A l'estiu es produiran fenòmens contraris al situar-se ocasionalment una baixa pressió a sobre la meseta que arrossegarà vents marítims del mar del continent. L'anticicló de les Açores ens envaeix durant l'estiu i amb ell la massa d'aire tropical, humit si procedeix de l'Atlàntic o sec si ho fa del continent africà; les precipitacions seran molt escasses -sols tronades ocasionals- i les temperatures elevades. Amb la invasió d'aire polar arriben els freds i també les pluges (borrasques de front polar). Els freds seran més intensos quan el vent siga de procedència continental, fins i tot siberià, mantenint-se les temperatures agradables quan tinga procedència marítima. Les estacions equinoccials veuen alternar les característiques estiuenques i hivernals; la inestabilitat atmosfèrica és major i consegüentment influència de l'àrea depressionària mediterrània significa el moment de més abundants precipitacions.
Les precipitacions mitjanes anuals oscil·len entre els 400 mm de l'àrea costanera i els 700 de les muntanyes occidentals. Aquesta transició pluviomètrica està regida particularment pel factor relleu. Les planures costaneres reben entre els 400 i 500 mm anuals, no obstant cal fer alguna matisació: la de Vinaròs-Benicarló recull una quantitat superior a la Plana (510 mm de Benicarló davant els 430 de Castelló de la Plana), per una altra banda, és apreciable la diferència entre les planures i les vores muntanyoses que les delimiten per l'oest, on generalment se superen els 500 mm. Seguint en aquesta mateixa direcció les precipitacions s'incrementen: les serres ben exposades, les que miren a llevant, reben més abundants pluges (Eslida 646 mm, Xert 651 mm), en canvi segueixen sent escasses en àrees a sotavent com la conca d'Alcora amb 400 mm. En resum, es tracta d'una franja allargada de nord a sud i localitzada en el tram central de la província amb precipitacions mitjanes anuals que oscil·len entre els 500 i 600 mm. A l'oest i un cop penetrem en l'àrea munta muntanyosa, les precipitacions superen els 600 mm, arribant fins i tot als 800.
L'escassetat pluviomètrica no seria tan crítica per a l'agricultura si aquests mil·límetres estigueren ben repartits al llarg de l'any i les diferències entre uns anys i altres no foren tan grans. La irregularitat interanual és patent: Castelló de la Plana comptabilitzà 933 mm en 1962 i sols arribà als 171 en 1952; en Atzeneta del Maestrat a l'octubre de 1962 es recolliren 485 mm i en el mateix mes de l'any següent no va precipitar ni un mil·límetre. Al llarg de l'any les precipitacions es concentren fonamentalment en les estacions equinoccials, observant-se tant en l'estiu com en el centre de l'hivern mínims pluviomètrics. De la costa a l'interior també s'observen diferències significatives respecte a aquest: la importància del pic de la tardor decreix al mateix cop que les precipitacions primaverals augmenten (Castelló rep en el mes d'octubre el 20% de les pluges anuals, mentre que en les estacions muntanyoses com Sant Joan de Penyagolosa o la mateix població d'Atzeneta del Maestrat el dit percentatge baixa al 15%) i el mínim estiuenc és més acusat en costa (Castelló tan sols rep en el mes de juliol el 2% de l'aigua de pluja anual, mentre que Sant Joan de Penyagolosa el 4,4%).
Generalment les pluges de la tardor són molt intenses. Ingents trombes d'aigua cauen en unes hores, ço que ocasiona o pot derivar en inundacions. A la tardor es produeixen la majoria d'aquest tipus de pluges, sent octubre el mes que ha comptabilitzat més records. Entre aquests poden recordar-se les dates de l'11 d'octubre de 1957 (Betxí 241 mm, Nules 271 mm, Onda 230 mm, Vila-real 147 mm), del 12 de setembre de 1951 (La Vall d'Uixó 281 mm) del 19 de novembre de 1945 (Benassal 206 mm, Sucaina 325 mm, Castellfort 330 mm), etc.
Però sense cap dubte l'any 2004 fou un dels anys més plujosos de les últimes dècades. Aquell estiu, almenys un dia per setmana durant moltes nits, caigueren quantitats d'aigua en poc de temps i amb tempestes elèctriques molt fortes. Ja al setembre, durant la primera setmana 3 tronades amb trombes d'aigua de llarga duració i el 7 de setembre es recolliren en localitats com La Vall d'Uixó o Nules, prop de 200 litres que ocasionaren inundacions que deixaren a pobles incomunicats. Aquell estiu es recolliren més de 300 litres en alguns observatoris de la Plana.
El règim tèrmic presenta també marcades diferències entre la costa i les terres altes de l'interior. A uns estius calorosos amb temperatures mitjanes superiors als 25 °C de la zona litoral s'oposen els més frescos de les àrees muntanyoses occidentals amb tan sols 18 °C de temperatura mitjana; entre les dues àrees una franja mitjana que marca la transició (23 o 24 °C en estiu). Els hiverns són frescos en la franja costanera amb temperatures que amb prou feines descendeixen dels 10 °C; a mesura que ens allunyem del mar i guanyem altitud els valors són més baixos, com per exemple, Sant Joan de Penyagolosa, que la temperatura mitjana durant l'hivern és d'uns 2 °C. En suma, de la costa al límit de Terol s'opera una transició gradual: dels 16 °C de la costa als 15 °C les valls i serres prelitorals i als 12 °C en les zones més altes a la vegada que allunyades del mar.

#### Índex de tempestes
Mitjana d'un any
| Localitat               | Dies de tempesta | Dies de tempestes fortes | Nº de llamps a un radar de 10 km | Hora màxima d'activitat | Hora mínima d'activitat | Mes més tempestuós | Mes menys tempestuós | Altitud |
| ----------------------- | ---------------- | ------------------------ | -------------------------------- | ----------------------- | ----------------------- | ------------------ | -------------------- | ------- |
| La Vall d'Uixó          | 19,2             | 1,4                      | 353                              | 5                       | 8                       | Set.               | Mar.                 | 119 m   |
| Vila-real               | 18,9             | 2,2                      | 367                              | 15                      | 11                      | Set.               | Des.                 | 42 m    |
| Castelló de la Plana    | 20,8             | 2,2                      | 365                              | 16                      | 12                      | Set.               | Des.                 | 25 m    |
| Onda                    | 23,1             | 1,6                      | 379                              | 16                      | 7                       | Set.               | Mar.                 | 200 m   |
| Segorb                  | 24,7             | 2,3                      | 457                              | 14                      | 7                       | Ago.               | Des.                 | 364 m   |
| Sot de Ferrer           | 22,6             | 2,2                      | 387                              | 12                      | 6                       | Ago.               | Des.                 | 231 m   |
| Altura (Cova Santa)     | 25,9             | 2,9                      | 457                              | 15                      | 6                       | Ago.               | Des.                 | 831 m   |
| Barraques               | 28,4             | 3,7                      | 548                              | 16                      | 6                       | Ago.               | Feb.                 | 981 m   |
| Viver                   | 26,7             | 3,3                      | 516                              | 16                      | 7                       | Ago.               | Des.                 | 582 m   |
| L'Alcora                | 25,9             | 2,2                      | 416                              | 16                      | 7                       | Set.               | Feb.                 | 280 m   |
| Arañuel                 | 27               | 3,8                      | 590                              | 15                      | 7                       | Set.               | Feb.                 | 404 m   |
| Llucena                 | 32,9             | 4,3                      | 590                              | 15                      | 8                       | Set.               | Des.                 | 568 m   |
| Vistabella del Maestrat | 32,4             | 5,3                      | 757                              | 15                      | 8                       | Ago.               | Feb.                 | 1.246 m |
| Atzeneta del Maestrat   | 29,1             | 4,3                      | 583                              | 16                      | 8                       | Ago.               | Mar.                 | 400 m   |
| Vall d'Alba             | 25,8             | 2,1                      | 450                              | 5                       | 8                       | Ago.               | Mar.                 | 305 m   |
| Benicarló               | 21,1             | 2,6                      | 432                              | 0                       | 4                       | Set.               | Des.                 | 15 m    |
| Vinaròs                 | 23               | 2,2                      | 383                              | 15                      | 2                       | Set.               | Gen.                 | 6 m     |
| Sant Mateu              | 27,1             | 3,7                      | 529                              | 14                      | 3                       | Set.               | Des.                 | 325 m   |
| Catí                    | 29,9             | 3,6                      | 637                              | 14                      | 3                       | Set.               | Des.                 | 661 m   |
| Vilafranca              | 33,6             | 4,7                      | 776                              | 15                      | 3                       | Jul.               | Gen.                 | 1.120 m |
| Morella                 | 32               | 4                        | 649                              | 15                      | 3                       | Set.               | Feb.                 | 1.070 m |
| Fredes                  | 29,3             | 3,6                      | 517                              | 14                      | 10                      | Set.               | Gen.                 | 1.090 m |

A l'índex de tempestes es pot observar que els pobles de l'interior són els més castigats per les tempestes com és el cas de Vistabella del Maestrat o Vilafranca. Vistabella és la localitat amb més tempestes fortes hi ha de tota la província amb 5,3 dies de mitjana i la localitat de Vilafranca és la localitat que més tempestes recull en un any amb una mitjana de 33,6 dies i juntament amb la població de l'Alcalatén és un dels municipis més tempestuosos de tot Espanya.

### Hidrografia

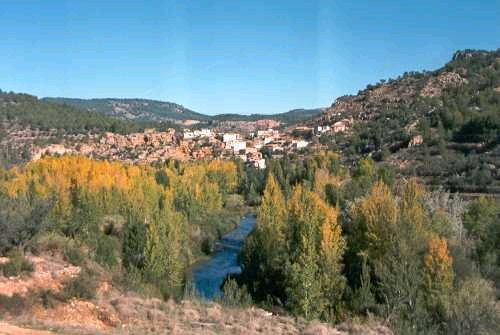
El riu Millars al seu pas per La Pobla d'Arenós

Les terres castellonenques estan drenades per rius i rambles, nascudes la major part dins dels límits provincials i que les seues aigües arriben a la mar Mediterrània, excepte les de l'angle nord-occidental que són portades a l'Ebre.
L'aigua desenvolupa un paper fonamental en les regions mediterrànies. El regadiu, solució antròpica al problema de la sequedat, ampliarà els seus límits segons els recursos hídrics que disposa. Els rius són precisament la font de subministrament més important. D'aquí l'interès del règim hidrològic dels rius.
El riu Millars (4.018 km² de conca en Vila-real) neix en la Serra de Gúdar i fins a la seva entrada en la Plana travessa una vall profunda i intricat en el qual succeeix foses i petites obertures. La pluviometria de la conca és molt diversa: 900 i 1.000 mm en el seu tram de capçalera, 700 o 800 mm en el Maestrat i àrea més occidental d'Espadà i 450 mm en el curs baix. Les aigües del Millars i els seus afluents recorren terrenys de pedra calcària, encara que no deixen de tindre importància els afloraments d'argila i marga, màxim quan el contacte entre argiles i pedra calcària es produeixen surgències càrstiques.
Els afluents del riu Millars són pobres en cabal: l'Albentosa, el de major significació, aporta 2,7 m³/s en Molino Horcajo, el Montant 0,26 m³/s i el Vilafermosa 0,70 m³/s, si bé cal tenir en compte que l'estació dels afores de Vilafermosa està un poc allunyada de l'arribada d'aquest afluent al col·lector. El mòdul relatiu varia lògicament segons l'extensió de les respectives conques i la cabalositat.
L'aigua del Millars va incrementant-se des del seu naixement fins a la Plana per l'afluència, entre d'altres, dels aportaments més amunt i dels múltiples surgències que existeixen al llarg del seu recorregut. El seu mòdul absolut passa d'1,15 m³/s en El Terde a 10 m³/s a la Presa de Vila-real. En termes relatius aquest enriquiment es manifesta del següent mode: dels 1,7 l/s/km² en el Terde es passa als 4,5 l/s/km² a Montanejos, mantenint-se en 3,9 l/s/km² en Vila-real. L'addició de la conca drenada per la Rambla de la Vídua, de molt escassos recursos hídrics, en l'últim tram del Millars, explica el sostenible descens que sofrix el mòdul relatiu. Pel que fa a la irregularitat d'aquest riu cal fer algunes precisions: en la capçalera els 5,2 del Terde denoten una apreciable diferència entre l'any més cabalós i el més sec; en Montanejos el coeficient arriba als 9,2 que ens fa pensar en la major irregularitat pluviomètrica d'aquest tram.
També cal destacar els rius de la Sénia, Palància i el Bergantes.
El riu de la Sénia neix a La Pobla de Benifassà en la Tinença de Benifassà i atravessa el nord la província de Castelló i la de Tarragona desembocant entre les poblacions d'Alcanar i a la Plana de Vinaròs a Vinaròs a la mar Mediterrània.
El riu Palància neix entre les poblacions de Bejís i El Toro al sud de la província, sol portar aigua a la zona del naixement però al curs mitjà-baix no sol portar aigua. Atravessa la província de Castelló i la província de València per la Serra Calderona i desemboca a la població de Sagunt.
El riu Bergantes neix a l'interior de la província a la localitat de Forcall per la unió de tres afluents. Aquest riu no desemboca al mar, ja que és afluent del riu Guadalope i acaba en territori aragonès.

## Administració i política
El govern i l'administració de la província correspon a la Diputació Provincial de Castelló. La seua composició s'estableix per elecció indirecta a partir dels resultats en les eleccions municipals. Entre 2019 i 2023 va estar presidida per Josep Pasqual Martí García, pertanyent al Partit Socialista del País Valencià (PSPV-PSOE). Des de 2023 la presidenta es Marta Barrachina Mateu, del Partit Popular, sent la primera dona en ocupar el càrrec.
| Actual distribució de la Diputació de Castelló després de les eleccions municipals de 2023 | Actual distribució de la Diputació de Castelló després de les eleccions municipals de 2023 | Actual distribució de la Diputació de Castelló després de les eleccions municipals de 2023 | Actual distribució de la Diputació de Castelló després de les eleccions municipals de 2023 | Actual distribució de la Diputació de Castelló després de les eleccions municipals de 2023 |
| Partit polític                                                                             | Vots                                                                                       | %                                                                                          | Diputats                                                                                   |                                                                                            |
| ------------------------------------------------------------------------------------------ | ------------------------------------------------------------------------------------------ | ------------------------------------------------------------------------------------------ | ------------------------------------------------------------------------------------------ | ------------------------------------------------------------------------------------------ |
| Partit Popular de la Comunitat Valenciana (PPCV)                                           | 111.680                                                                                    | 38,70%                                                                                     | 14                                                                                         |                                                                                            |
| Partit Socialista del País Valencià (PSPV-PSOE)                                            | 93.854                                                                                     | 32,52%                                                                                     | 10                                                                                         |                                                                                            |
| Compromís Municipal (Compromís)                                                            | 30.408                                                                                     | 10,54%                                                                                     | 2                                                                                          |                                                                                            |
| Vox (VOX)                                                                                  | 24.999                                                                                     | 8,66%                                                                                      | 1                                                                                          |                                                                                            |

## Partits judicials

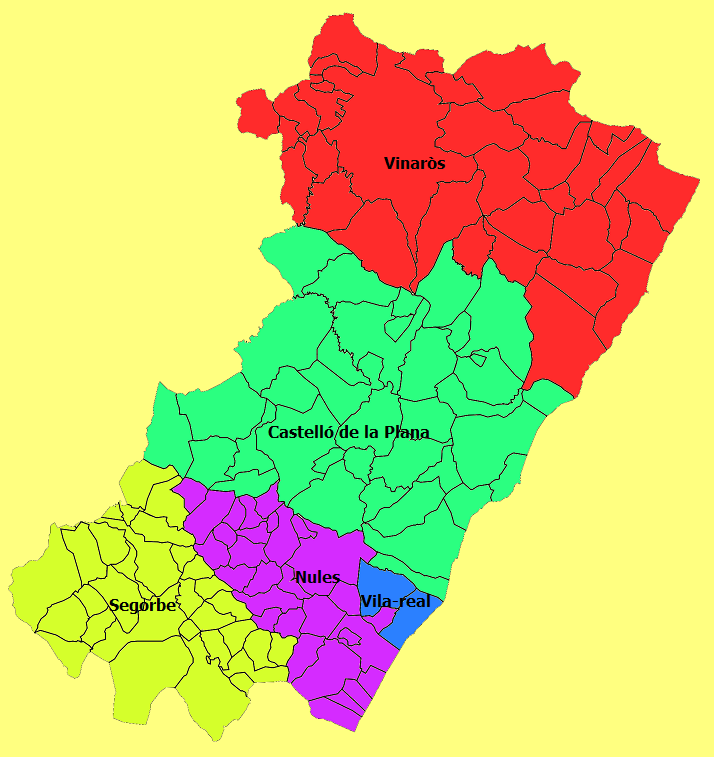
Partits judicials de Castelló.

La província de Castelló està dividida administrativament en 5 partits judicials.
|   | Partit Judicial      | Nombre mun. | Població (hab) [2009] | Superfície (km²) | Densitat (hab/km²) |
| - | -------------------- | ----------- | --------------------- | ---------------- | ------------------ |
| 1 | Castelló de la Plana | 37          | 287.384               | 2.315,9          | 124,1              |
| 2 | Sogorb               | 32          | 27.044                | 1.093,0          | 24,7               |
| 3 | Vinaròs              | 34          | 91.792                | 2.388,8          | 38,4               |
| 4 | Nules                | 30          | 110.311               | 732,1            | 150,7              |
| 5 | Vila-real            | 2           | 85.770                | 102,1            | 840,0              |
|   | Castelló             | 135         | 602.301               | 6.631,9          | 90,8               |

## Població

### Població de comarques castellonenques
- l'Alcalatén:

| |          |          |          |
| \| Municipi \| Població \| Extensió \| Densitat \| \| ---------- \| -------- \| -------- \| -------- \| \| L'Alcora \| 10.581 \| 94,90 \| 110.30 \| \| {{{1}}} \| {{{2}}} \| {{{3}}} \| {{{4}}} \| \| {{{1}}} \| {{{2}}} \| {{{3}}} \| {{{4}}} \| \| Costur \| 535 \| 21,90 \| 24,10 \| \| Figueroles \| 518 \| 12,10 \| 42,80 \| \| Llucena \| 1.420 \| 137,04 \| 9,66 \| \| Les Useres \| 961 \| 80,70 \| 11,75 \| \| {{{1}}} \| {{{2}}} \| {{{3}}} \| {{{4}}} \| \| Xodos \| 116 \| 44,30 \| 2,70 \| \| Total \| 14.131 \| 390,94 \| 36,14 \| |          |          |          |
| Municipi | Població | Extensió | Densitat |
| L'Alcora | 10.581   | 94,90    | 110.30   |
| {{{1}}} | {{{2}}}  | {{{3}}}  | {{{4}}}  |
| {{{1}}} | {{{2}}}  | {{{3}}}  | {{{4}}}  |
| Costur | 535      | 21,90    | 24,10    |
| Figueroles | 518      | 12,10    | 42,80    |
| Llucena | 1.420    | 137,04   | 9,66     |
| Les Useres | 961      | 80,70    | 11,75    |
| {{{1}}} | {{{2}}}  | {{{3}}}  | {{{4}}}  |
| Xodos | 116      | 44,30    | 2,70     |
| Total | 14.131   | 390,94   | 36,14    |

- Alt Maestrat:

| |          |          |          |
| \| Municipi \| Població \| Extensió \| Densitat \| \| -------------------- \| -------- \| -------- \| -------- \| \| Albocàsser \| 1.446 \| 82,30 \| 16,83 \| \| Ares del Maestrat \| 217 \| 118,70 \| 1,92 \| \| Benassal \| 1.332 \| 79,60 \| 16,83 \| \| Catí \| 861 \| 102,30 \| 8,38 \| \| Culla \| 650 \| 116,30 \| 5,82 \| \| Tírig \| 562 \| 42,30 \| 13,48 \| \| La Torre d'en Besora \| 184 \| 11,70 \| 17,44 \| \| Vilafranca \| 2.520 \| 93,80 \| 27,15 \| \| Vilar de Canes \| 176 \| 15,90 \| 11,64 \| \| Total \| 7948 \| 569,10 \| 9,59 \| |          |          |          |
| Municipi | Població | Extensió | Densitat |
| Albocàsser | 1.446    | 82,30    | 16,83    |
| Ares del Maestrat | 217      | 118,70   | 1,92     |
| Benassal | 1.332    | 79,60    | 16,83    |
| Catí | 861      | 102,30   | 8,38     |
| Culla | 650      | 116,30   | 5,82     |
| Tírig | 562      | 42,30    | 13,48    |
| La Torre d'en Besora | 184      | 11,70    | 17,44    |
| Vilafranca | 2.520    | 93,80    | 27,15    |
| Vilar de Canes | 176      | 15,90    | 11,64    |
| Total | 7948     | 569,10   | 9,59     |

- Alt Millars:

| |          |          |          |
| \| Municipi \| Població \| Extensió \| Densitat \| \| ------------------------ \| -------- \| -------- \| -------- \| \| Aiòder \| 236 \| 24,40 \| 9,34 \| \| Aranyel \| 205 \| 19,20 \| 10,36 \| \| Argeleta \| 105 \| 15,5 \| 7,61 \| \| el Castell de Vilamalefa \| 88 \| 37,70 \| 2,76 \| \| Cirat \| 256 \| 41,10 \| 6,62 \| \| Cortes d'Arenós \| 355 \| 80,60 \| 5,12 \| \| Espadella \| 70 \| 12,00 \| 5,75 \| \| Fanzara \| 447 \| 35,00 \| 7,71 \| \| la Font de la Reina \| 51 \| 7,50 \| 5,20 \| \| les Fonts d'Aiòder \| 112 \| 10,90 \| 9,27 \| \| Lludient \| 169 \| 31,40 \| 6,46 \| \| Montanejos \| 618 \| 37,80 \| 12,91 \| \| Montant \| 386 \| 34,10 \| 10,85 \| \| la Pobla d'Arenós \| 211 \| 42,70 \| 3,96 \| \| Sucaina \| 170 \| 51,60 \| 3,74 \| \| Toga \| 118 \| 13,50 \| 6,67 \| \| Torralba \| 68 \| 21,20 \| 3,11 \| \| Torre-xiva \| 98 \| 11,80 \| 8,47 \| \| Vallat \| 79 \| 5,00 \| 14,20 \| \| Vilafermosa \| 451 \| 108,90 \| 4,05 \| \| Vilamalur \| 90 \| 19,50 \| 5,33 \| \| Vilanova de la Reina \| 74 \| 6,00 \| 12,17 \| \| Total \| 4.457 \| 667,4 \| 6,26 \| |          |          |          |
| Municipi | Població | Extensió | Densitat |
| Aiòder | 236      | 24,40    | 9,34     |
| Aranyel | 205      | 19,20    | 10,36    |
| Argeleta | 105      | 15,5     | 7,61     |
| el Castell de Vilamalefa | 88       | 37,70    | 2,76     |
| Cirat | 256      | 41,10    | 6,62     |
| Cortes d'Arenós | 355      | 80,60    | 5,12     |
| Espadella | 70       | 12,00    | 5,75     |
| Fanzara | 447      | 35,00    | 7,71     |
| la Font de la Reina | 51       | 7,50     | 5,20     |
| les Fonts d'Aiòder | 112      | 10,90    | 9,27     |
| Lludient | 169      | 31,40    | 6,46     |
| Montanejos | 618      | 37,80    | 12,91    |
| Montant | 386      | 34,10    | 10,85    |
| la Pobla d'Arenós | 211      | 42,70    | 3,96     |
| Sucaina | 170      | 51,60    | 3,74     |
| Toga | 118      | 13,50    | 6,67     |
| Torralba | 68       | 21,20    | 3,11     |
| Torre-xiva | 98       | 11,80    | 8,47     |
| Vallat | 79       | 5,00     | 14,20    |
| Vilafermosa | 451      | 108,90   | 4,05     |
| Vilamalur | 90       | 19,50    | 5,33     |
| Vilanova de la Reina | 74       | 6,00     | 12,17    |
| Total | 4.457    | 667,4    | 6,26     |

- Alt Palància:

| |          |          |          |
| \| Municipi \| Població \| Extensió \| Densitat \| \| ------------------- \| -------- \| -------- \| -------- \| \| Algimia d'Almonesir \| 321 \| 20,30 \| 14,93 \| \| Almedíxer \| 256 \| 20,90 \| 12,82 \| \| Altura \| 3.784 \| 129,50 \| 28,13 \| \| Assuévar \| 343 \| 23,40 \| 15,17 \| \| Barraques \| 179 \| 42,10 \| 4,42 \| \| Begís \| 452 \| 42,40 \| 10,09 \| \| Benafer \| 179 \| 17,00 \| 9,88 \| \| Castellnou \| 1.080 \| 19,20 \| 54,79 \| \| Caudiel \| 724 \| 62,40 \| 11,44 \| \| Figueres \| 54 \| 11,80 \| 5,68 \| \| Gaibiel \| 213 \| 18,10 \| 11,27 \| \| Geldo \| 702 \| 0,50 \| 1.362,00 \| \| Matet \| 125 \| 14,90 \| 8,19 \| \| Navaixes \| 733 \| 7,90 \| 88,61 \| \| Pavies \| 57 \| 14,40 \| 4,17 \| \| Pina \| 151 \| 31,60 \| 4,94 \| \| Sacanyet \| 100 \| 30,50 \| 3,74 \| \| Sogorb \| 9.131 \| 106,10 \| 83,78 \| \| Soneixa \| 1.476 \| 29,10 \| 49,11 \| \| Sot de Ferrer \| 471 \| 8,60 \| 56,28 \| \| Teresa \| 303 \| 19,90 \| 15,63 \| \| Toràs \| 250 \| 16,80 \| 15,36 \| \| El Toro \| 309 \| 110,00 \| 2,65 \| \| La Vall d'Almonesir \| 275 \| 21,10 \| 13,22 \| \| Viver \| 1.703 \| 49,90 \| 32,28 \| \| Xèrica \| 1.642 \| 78,30 \| 20,57 \| \| Xóvar \| 354 \| 18,20 \| 19,07 \| \| Total \| 25.367 \| 964,90 \| 23,64 \| |          |          |          |
| Municipi | Població | Extensió | Densitat |
| Algimia d'Almonesir | 321      | 20,30    | 14,93    |
| Almedíxer | 256      | 20,90    | 12,82    |
| Altura | 3.784    | 129,50   | 28,13    |
| Assuévar | 343      | 23,40    | 15,17    |
| Barraques | 179      | 42,10    | 4,42     |
| Begís | 452      | 42,40    | 10,09    |
| Benafer | 179      | 17,00    | 9,88     |
| Castellnou | 1.080    | 19,20    | 54,79    |
| Caudiel | 724      | 62,40    | 11,44    |
| Figueres | 54       | 11,80    | 5,68     |
| Gaibiel | 213      | 18,10    | 11,27    |
| Geldo | 702      | 0,50     | 1.362,00 |
| Matet | 125      | 14,90    | 8,19     |
| Navaixes | 733      | 7,90     | 88,61    |
| Pavies | 57       | 14,40    | 4,17     |
| Pina | 151      | 31,60    | 4,94     |
| Sacanyet | 100      | 30,50    | 3,74     |
| Sogorb | 9.131    | 106,10   | 83,78    |
| Soneixa | 1.476    | 29,10    | 49,11    |
| Sot de Ferrer | 471      | 8,60     | 56,28    |
| Teresa | 303      | 19,90    | 15,63    |
| Toràs | 250      | 16,80    | 15,36    |
| El Toro | 309      | 110,00   | 2,65     |
| La Vall d'Almonesir | 275      | 21,10    | 13,22    |
| Viver | 1.703    | 49,90    | 32,28    |
| Xèrica | 1.642    | 78,30    | 20,57    |
| Xóvar | 354      | 18,20    | 19,07    |
| Total | 25.367   | 964,90   | 23,64    |

- Baix Maestrat:

| |          |          |          |
| \| Municipi \| Població \| Extensió \| Densitat \| \| ------------------------- \| -------- \| -------- \| -------- \| \| Alcalà de Xivert \| 7.884 \| 167,60 \| 40,29 \| \| Benicarló \| 26.381 \| 47,90 \| 491,69 \| \| Càlig \| 2.170 \| 27,50 \| 59,89 \| \| Canet lo Roig \| 897 \| 68,70 \| 13,33 \| \| Castell de Cabres \| 18 \| 30,70 \| 0,62 \| \| Cervera del Maestrat \| 748 \| 93,20 \| 7,11 \| \| La Jana \| 830 \| 19,50 \| 42,46 \| \| Peníscola \| 7.560 \| 79,00 \| 77,84 \| \| La Pobla de Benifassà \| 299 \| 136,00 \| 1,81 \| \| Rossell \| 1.217 \| 74,90 \| 16,82 \| \| La Salzadella \| 855 \| 49,90 \| 16,15 \| \| Sant Jordi \| 982 \| 36,50 \| 20,38 \| \| Sant Mateu \| 2.162 \| 64,60 \| 30,94 \| \| Sant Rafel \| 551 \| 21,10 \| 22,84 \| \| Santa Magdalena de Polpís \| 874 \| 66,50 \| 12,56 \| \| Traiguera \| 1.704 \| 59,80 \| 27,29 \| \| Vinaròs \| 27.912 \| 95,50 \| 264,21 \| \| Xert \| 927 \| 82,50 \| 11,08 \| \| Total \| 83.971 \| 1221,40 \| 61,14 \| |          |          |          |
| Municipi | Població | Extensió | Densitat |
| Alcalà de Xivert | 7.884    | 167,60   | 40,29    |
| Benicarló | 26.381   | 47,90    | 491,69   |
| Càlig | 2.170    | 27,50    | 59,89    |
| Canet lo Roig | 897      | 68,70    | 13,33    |
| Castell de Cabres | 18       | 30,70    | 0,62     |
| Cervera del Maestrat | 748      | 93,20    | 7,11     |
| La Jana | 830      | 19,50    | 42,46    |
| Peníscola | 7.560    | 79,00    | 77,84    |
| La Pobla de Benifassà | 299      | 136,00   | 1,81     |
| Rossell | 1.217    | 74,90    | 16,82    |
| La Salzadella | 855      | 49,90    | 16,15    |
| Sant Jordi | 982      | 36,50    | 20,38    |
| Sant Mateu | 2.162    | 64,60    | 30,94    |
| Sant Rafel | 551      | 21,10    | 22,84    |
| Santa Magdalena de Polpís | 874      | 66,50    | 12,56    |
| Traiguera | 1.704    | 59,80    | 27,29    |
| Vinaròs | 27.912   | 95,50    | 264,21   |
| Xert | 927      | 82,50    | 11,08    |
| Total | 83.971   | 1221,40  | 61,14    |

- Els Ports:

| |          |          |          |
| \| Municipi \| Població \| Extensió \| Densitat \| \| -------------- \| -------- \| -------- \| -------- \| \| Castellfort \| 235 \| 66,70 \| 3,25 \| \| Cinctorres \| 504 \| 34,90 \| 15,01 \| \| Forcall \| 540 \| 39,30 \| 13,72 \| \| Herbers \| 65 \| 27,10 \| 2,69 \| \| La Mata \| 195 \| 15,20 \| 11,32 \| \| Morella \| 2.854 \| 413,50 \| 6,81 \| \| Olocau del Rei \| 135 \| 44,00 \| 3,09 \| \| Palanques \| 34 \| 14,30 \| 2,24 \| \| El Portell \| 258 \| 49,40 \| 5,02 \| \| Sorita \| 152 \| 68,80 \| 1,92 \| \| La Todolella \| 143 \| 34,00 \| 3,91 \| \| Vallibona \| 98 \| 91,40 \| 1,00 \| \| Villores \| 53 \| 5,30 \| 11,70 \| \| Total \| 5.266 \| 997,70 \| 7,74 \| |          |          |          |
| Municipi | Població | Extensió | Densitat |
| Castellfort | 235      | 66,70    | 3,25     |
| Cinctorres | 504      | 34,90    | 15,01    |
| Forcall | 540      | 39,30    | 13,72    |
| Herbers | 65       | 27,10    | 2,69     |
| La Mata | 195      | 15,20    | 11,32    |
| Morella | 2.854    | 413,50   | 6,81     |
| Olocau del Rei | 135      | 44,00    | 3,09     |
| Palanques | 34       | 14,30    | 2,24     |
| El Portell | 258      | 49,40    | 5,02     |
| Sorita | 152      | 68,80    | 1,92     |
| La Todolella | 143      | 34,00    | 3,91     |
| Vallibona | 98       | 91,40    | 1,00     |
| Villores | 53       | 5,30     | 11,70    |
| Total | 5.266    | 997,70   | 7,74     |

- Plana Alta:

| |          |          |          |
| \| Municipi \| Població \| Extensió \| Densitat \| \| ---------------------- \| -------- \| -------- \| -------- \| \| Almassora \| 23.891 \| 32,90 \| 598,42 \| \| Benicàssim \| 17.870 \| 36,10 \| 448,75 \| \| Benlloc \| 1.156 \| 43,50 \| 23,43 \| \| Borriol \| 4.874 \| 61,00 \| 70,30 \| \| Cabanes \| 3.088 \| 131,60 \| 20,21 \| \| Castelló de la Plana \| 177.924 \| 108,80 \| 1.539,11 \| \| Les Coves de Vinromà \| 2.093 \| 136,40 \| 13,61 \| \| Orpesa \| 11.245 \| 26,40 \| 273,03 \| \| La Pobla Tornesa \| 980 \| 25,80 \| 30,62 \| \| Sant Joan de Moró \| 2.774 \| 29,20 \| 73,87 \| \| La Serratella \| 88 \| 18,80 \| 4,84 \| \| La Serra d'En Galceran \| 1.037 \| 82,00 \| 13,16 \| \| La Torre d'en Doménec \| 243 \| 3,20 \| 73,75 \| \| Torreblanca \| 6.192 \| 29,80 \| 189,80 \| \| la Vall d'Alba \| 2.906 \| 53,00 \| 39,68 \| \| Vilafamés \| 1.992 \| 70,40 \| 24,57 \| \| Vilanova d'Alcolea \| 703 \| 68,40 \| 9,81 \| \| Total \| 243.056 \| 957,00 \| 245,44 \| |          |          |          |
| Municipi | Població | Extensió | Densitat |
| Almassora | 23.891   | 32,90    | 598,42   |
| Benicàssim | 17.870   | 36,10    | 448,75   |
| Benlloc | 1.156    | 43,50    | 23,43    |
| Borriol | 4.874    | 61,00    | 70,30    |
| Cabanes | 3.088    | 131,60   | 20,21    |
| Castelló de la Plana | 177.924  | 108,80   | 1.539,11 |
| Les Coves de Vinromà | 2.093    | 136,40   | 13,61    |
| Orpesa | 11.245   | 26,40    | 273,03   |
| La Pobla Tornesa | 980      | 25,80    | 30,62    |
| Sant Joan de Moró | 2.774    | 29,20    | 73,87    |
| La Serratella | 88       | 18,80    | 4,84     |
| La Serra d'En Galceran | 1.037    | 82,00    | 13,16    |
| La Torre d'en Doménec | 243      | 3,20     | 73,75    |
| Torreblanca | 6.192    | 29,80    | 189,80   |
| la Vall d'Alba | 2.906    | 53,00    | 39,68    |
| Vilafamés | 1.992    | 70,40    | 24,57    |
| Vilanova d'Alcolea | 703      | 68,40    | 9,81     |
| Total | 243.056  | 957,00   | 245,44   |

- Plana Baixa:

| |          |          |          |
| \| Municipi \| Població \| Extensió \| Densitat \| \| ---------------- \| -------- \| -------- \| -------- \| \| Aín \| 145 \| 12,30 \| 11,78 \| \| L'Alcúdia de Veo \| 212 \| 30,70 \| 7,42 \| \| Almenara \| 5.705 \| 27,60 \| 197,10 \| \| Les Alqueries \| 4.142 \| 12,60 \| 316,11 \| \| Artana \| 1.987 \| 36,30 \| 53,36 \| \| Betxí \| 5.860 \| 21,40 \| 265,60 \| \| Borriana \| 34.235 \| 47,20 \| 705,55 \| \| Eslida \| 908 \| 18,10 \| 49,28 \| \| Fondeguilla \| 886 \| 28,30 \| 31,87 \| \| La Llosa \| 935 \| 10,00 \| 92,80 \| \| Moncofa \| 5.797 \| 14,50 \| 382,82 \| \| Nules \| 13.318 \| 50,50 \| 257,56 \| \| Onda \| 25.362 \| 108,40 \| 222,69 \| \| Ribesalbes \| 1.363 \| 8,60 \| 153,60 \| \| Suera \| 643 \| 22,20 \| 27,56 \| \| Tales \| 879 \| 14,50 \| 57,24 \| \| La Vall d'Uixó \| 32.617 \| 67,10 \| 476,57 \| \| Vila-real \| 50.626 \| 55,10 \| 890,10 \| \| La Vilavella \| 3.418 \| 6,20 \| 546,93 \| \| Xilxes \| 2.821 \| 13,60 \| 199,48 \| \| Total \| 191.859 \| 605,20 \| 307,41 \| |          |          |          |
| Municipi | Població | Extensió | Densitat |
| Aín | 145      | 12,30    | 11,78    |
| L'Alcúdia de Veo | 212      | 30,70    | 7,42     |
| Almenara | 5.705    | 27,60    | 197,10   |
| Les Alqueries | 4.142    | 12,60    | 316,11   |
| Artana | 1.987    | 36,30    | 53,36    |
| Betxí | 5.860    | 21,40    | 265,60   |
| Borriana | 34.235   | 47,20    | 705,55   |
| Eslida | 908      | 18,10    | 49,28    |
| Fondeguilla | 886      | 28,30    | 31,87    |
| La Llosa | 935      | 10,00    | 92,80    |
| Moncofa | 5.797    | 14,50    | 382,82   |
| Nules | 13.318   | 50,50    | 257,56   |
| Onda | 25.362   | 108,40   | 222,69   |
| Ribesalbes | 1.363    | 8,60     | 153,60   |
| Suera | 643      | 22,20    | 27,56    |
| Tales | 879      | 14,50    | 57,24    |
| La Vall d'Uixó | 32.617   | 67,10    | 476,57   |
| Vila-real | 50.626   | 55,10    | 890,10   |
| La Vilavella | 3.418    | 6,20     | 546,93   |
| Xilxes | 2.821    | 13,60    | 199,48   |
| Total | 191.859  | 605,20   | 307,41   |

### Estadístiques de població de la província de Castelló
| Província de Castelló 594.915 habitants \| Localitat \| Castelló \| Vila-real \| Borriana \| la Vall d'Uixó \| Vinaròs \| Benicarló \| Onda \| Almassora \| Benicàssim \| Nules \| \| Població \| 177.924 \| 50.626 \| 34.235 \| 32.617 \| 27.912 \| 26.381 \| 25.362 \| 23.891 \| 17.870 \| 13.318 \| |          |           |          |                |         |           |        |           |            |        |
| |          |           |          |                |         |           |        |           |            |        |
| Localitat | Castelló | Vila-real | Borriana | la Vall d'Uixó | Vinaròs | Benicarló | Onda   | Almassora | Benicàssim | Nules  |
| Població | 177.924  | 50.626    | 34.235   | 32.617         | 27.912  | 26.381    | 25.362 | 23.891    | 17.870     | 13.318 |

| Localitat | Castelló | Vila-real | Borriana | la Vall d'Uixó | Vinaròs | Benicarló | Onda   | Almassora | Benicàssim | Nules  |
| Població  | 177.924  | 50.626    | 34.235   | 32.617         | 27.912  | 26.381    | 25.362 | 23.891    | 17.870     | 13.318 |

| Província de Castelló \| Localitat \| Castelló \| Geldo \| Vila-real \| Benicarló \| l'Alcora \| Vilafranca \| Cinctorres \| Vallat \| \| Densitat (hab/km²) \| 1.539,11 \| 1.432,00 \| 890,10 \| 491,69 \| 111,01 \| 27,15 \| 15,01 \| 14,20 \| |          |          |           |           |          |            |            |        |
| |          |          |           |           |          |            |            |        |
| Localitat | Castelló | Geldo    | Vila-real | Benicarló | l'Alcora | Vilafranca | Cinctorres | Vallat |
| Densitat (hab/km²) | 1.539,11 | 1.432,00 | 890,10    | 491,69    | 111,01   | 27,15      | 15,01      | 14,20  |

| Localitat          | Castelló | Geldo    | Vila-real | Benicarló | l'Alcora | Vilafranca | Cinctorres | Vallat |
| Densitat (hab/km²) | 1.539,11 | 1.432,00 | 890,10    | 491,69    | 111,01   | 27,15      | 15,01      | 14,20  |

| Província de Castelló \| Localitat \| Morella \| Alcalà \| Vistabella \| les Coves \| Altura \| Ares \| Vilafermosa \| Onda \| \| Extensió (km²) \| 413,50 \| 167,60 \| 151,00 \| 136,40 \| 129,50 \| 118,70 \| 108,90 \| 108,40 \| |         |        |            |           |        |        |             |        |
| |         |        |            |           |        |        |             |        |
| Localitat | Morella | Alcalà | Vistabella | les Coves | Altura | Ares   | Vilafermosa | Onda   |
| Extensió (km²) | 413,50  | 167,60 | 151,00     | 136,40    | 129,50 | 118,70 | 108,90      | 108,40 |

| Localitat      | Morella | Alcalà | Vistabella | les Coves | Altura | Ares   | Vilafermosa | Onda   |
| Extensió (km²) | 413,50  | 167,60 | 151,00     | 136,40    | 129,50 | 118,70 | 108,90      | 108,40 |

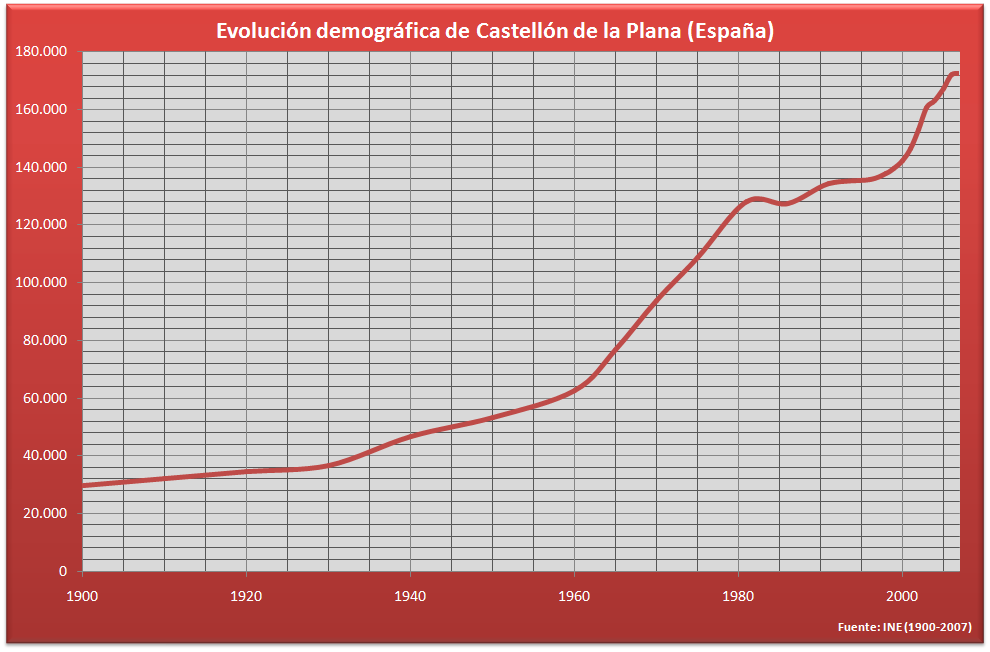
Demografia de Castelló de la Plana

La densitat de població de la província de Castelló és de 86,4 hab/km², lleugerament inferior a la mitjana espanyola (89,6 hab/km²) i la menor de les tres províncies del País Valencià.

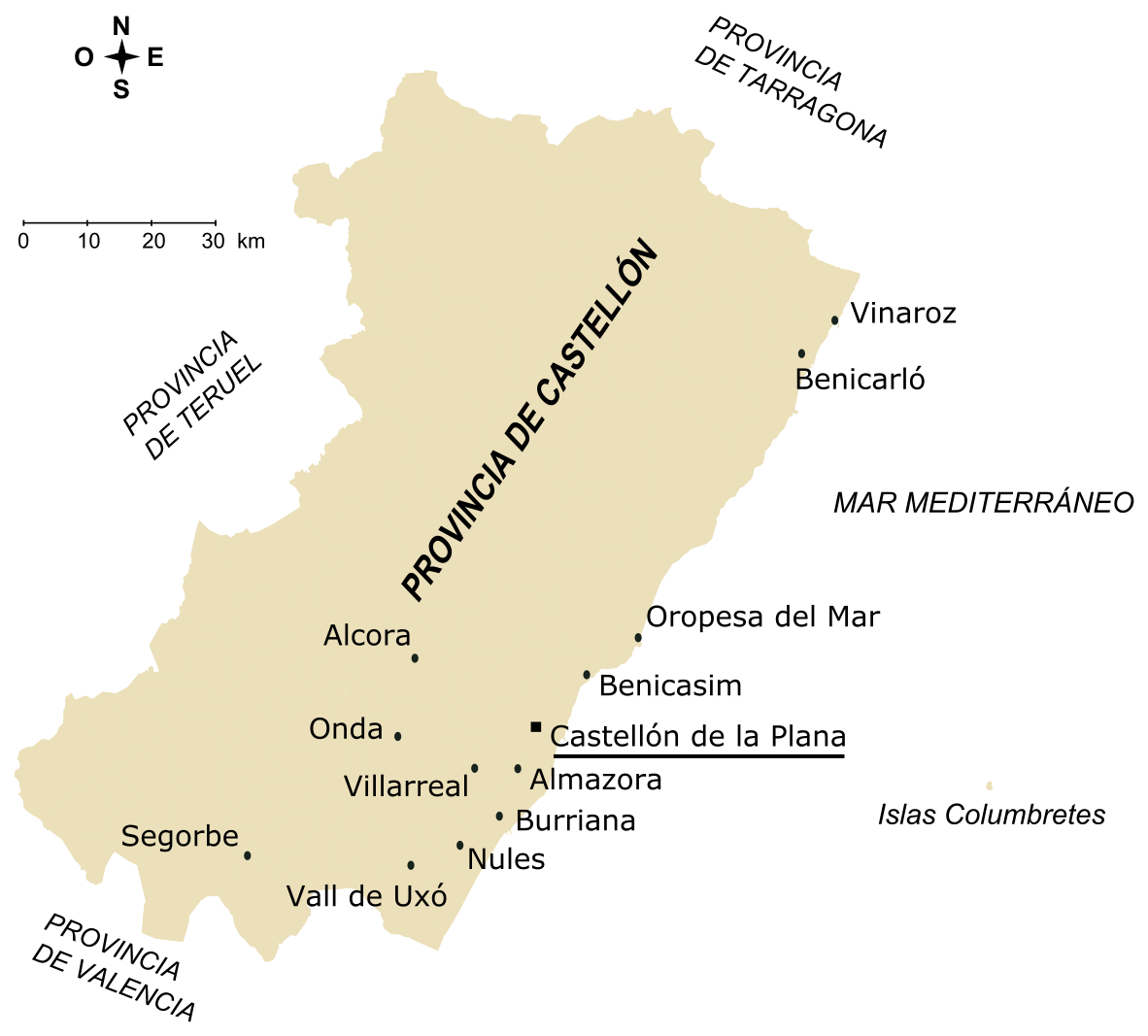
Principals localitats de la província de Castelló

Mapa territorial de municipis

Té una població de 573.282 habitants que està repartida de forma molt desigual: la gran majoria es troba a Castelló de la Plana (30,1% de la població provincial) i la seva àrea metropolitana, al sud-est de la província. La franja litoral del nord castellonenc també presenta unes concentracions importants de població (Vinaròs, Benicarló). Però en l'interior muntanyós, està molt poc poblada, amb densitats menors de 20 hab/km². Darrere de la capital, els municipis més poblats de la província (de més de 20.000 habitants segons el cens del 2007), són: Vila-real, Borriana, la Vall d'Uixó, Vinaròs, Benicarló, Onda i Almassora. La majoria d'aquestes poblacions s'encontren en la Plana de Castelló.
Segons el cens de l'INE de l'any 2005, l'11,97% de la població provincial era d'immigració provinent de fora d'Espanya, uns tres punts i mig més per damunt de la mitjana estatal. Els col·lectius més nombrosos són d'origen romanès (29.021 censats, el 44,21% del total d'estrangers), marroquins (10.344, 15,76%) i colombians (3.849, 5,87%).
| Població    | 260.919 | 292.437 | 310.828 | 322.213 | 306.886 | 308.746 | 312.475 | 325.091 |
| Percentatge | 1,69%   | 1,66%   | 1,67%   | 1,61%   | 1,43%   | 1,30%   | 1,20%   | 1,16%   |
|             | 1960    | 1970    | 1981    | 1991    | 1996    | 2001    | 2006    | 2007    |
| Població    | 339.229 | 385.823 | 431.755 | 448.182 | 456.727 | 485.173 | 559.761 | 573.282 |
| Percentatge | 1,11%   | 1,14%   | 1,14%   | 1,14%   | 1,15%   | 1,18%   | 1,25%   | 1,31%   |

| Gràfica de població de la província de Castelló. |
| ------------------------------------------------ |
|                                                  |
| Divisió menor: 1.000 habitants.                  |
| Font: Institut Nacional d'Estadística d'Espanya  |
| Gràfica elaborada per: Viquipèdia                |

## Economia
La indústria castellonera ha destacat tradicionalment per la recollida de cítrics i la indústria de ceràmica taulellera (Onda, l'Alcora, Vila-real). A més, les indústries clàssiques del calçat de la Vall d'Uixó, la pesca de Castelló i Vinaròs o el tèxtil de Morella, han hagut de deixar pas a un constant terciarització dels sectors productius pel constant increment del pes del turisme en l'economia de la província.
Encara que ha estat durant els començaments del segle xxi quan el veritable motor de la província esdevingué la construcció i tota mena de projeccions urbanístiques.

## Infraestructures

### Carreteres
La província de Castelló està comunicada mitjançant autovies o autopistes i carreteres convencionals amb les províncies limítrofs.
A data de setembre de 2007, la província de Castelló compta amb les següents vies que la comuniquen respecte d'Espanya:
- AP-7 : Autopista de nivell nacional que travessa la província de Castelló des de València fins a Tarragona, Barcelona i França.
- A-7 : L'únic tram d'aquesta via que existeix en la província és el desdoblat a partir de la N-340, entre Almenara i Nules. Després entre Nules i Castelló, la via passa a mans de la Generalitat Valenciana i agafa el nom de   CV-10 .
- A-23 : Autovia de nivell nacional que comença en Sagunt (prov. de València) però que entre Algimia d'Alfara i Barraques travessa el sud de la província de Castelló.
- A-68 : És un projecte de què no se sap encara si arribarà al Mediterràni per Reus i Tarragona o per Morella i Vinaròs. Actualment, el tram més proper a la província és entre Saragossa i el Burgo d'Ebre, a més de 150 km de Morella.
- N-340 : Carretera Nacional paral·lela a l'AP-7, que entra en la província de Castelló mitjançant l'A-7 però que després es bifurca. Travessa tota la província així com tots els municipis costaners (Vila-real, Benicàssim, Orpesa, Peníscola, Vinaròs, entre altres).
- N-225 : Carretera Nacional que, en la província de Castelló està dividida en diferents trams. El més important és el que comunica la Vall d'Uixó amb l'A-23, retallant així molts quilòmetres de l'A-7. L'altre tram ha estat despoblat i convertit en autovia (CS-22, que connecta la N-340 amb el port de Castelló).
- N-232 : És la connexió històrica de la província de Castelló amb Saragossa i el nord de la Península. Aquest seria el traçat si finalment l'A-68 es comunica amb el Mediterràni per Vinaròs.
- Altres vies: Partint des de la costa, existeix una sèrie de carreteres que la comuniquen amb l'interior i en aquest cas amb les províncies de València i Terol: carreteres autonòmiques, i en elles apareixen diversos ports de muntanya

## Turisme

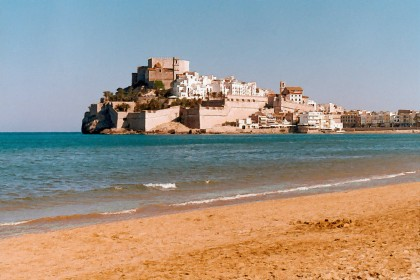
Castell de Peníscola
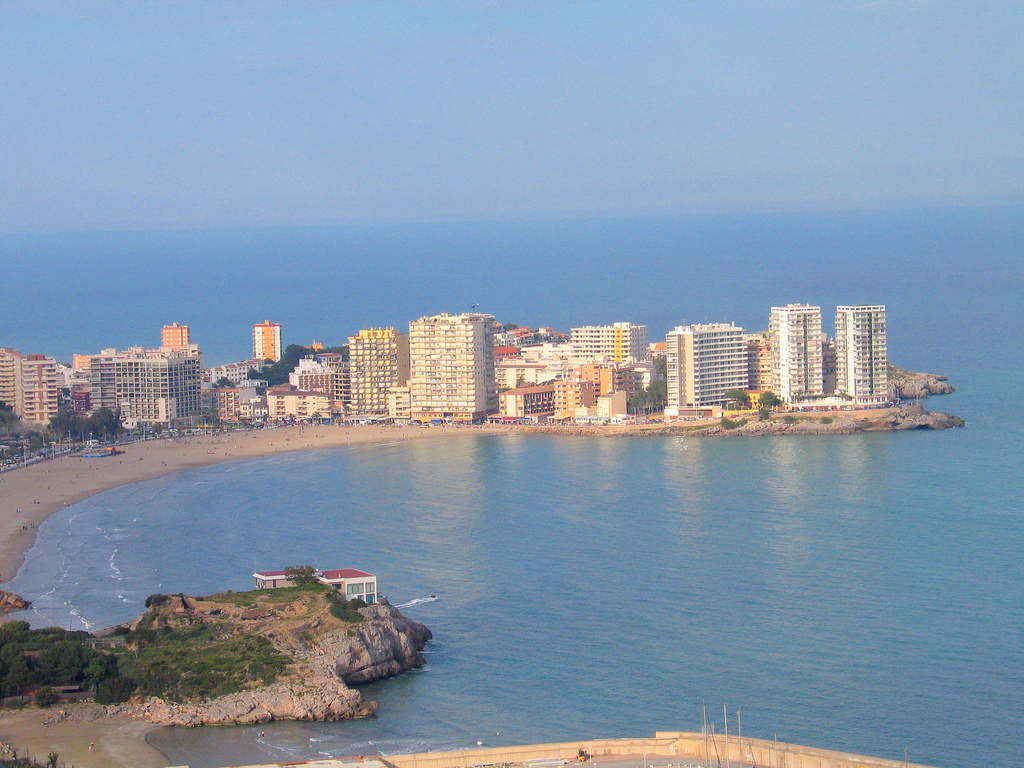
Orpesa (Platja de la Conxa)
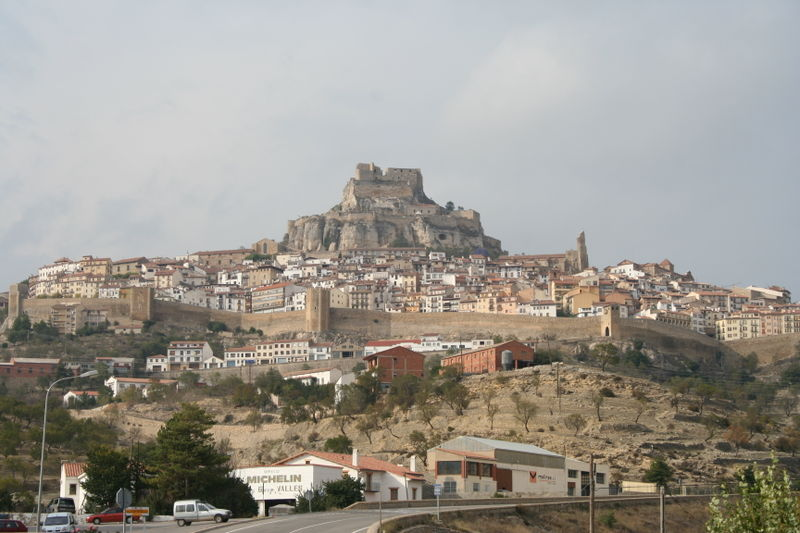
Morella
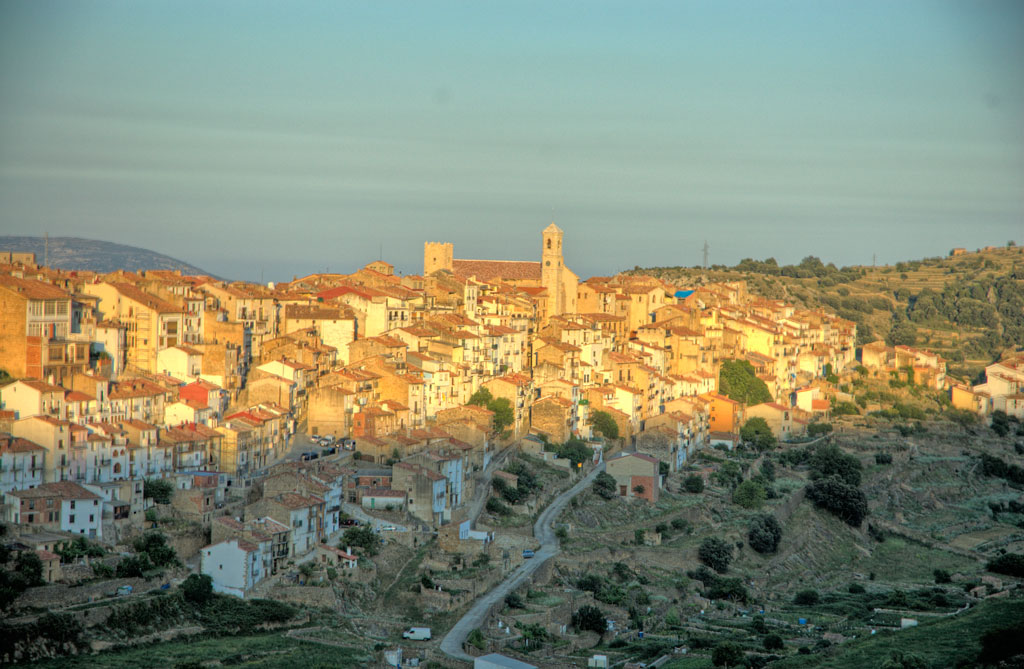
Vilafranca

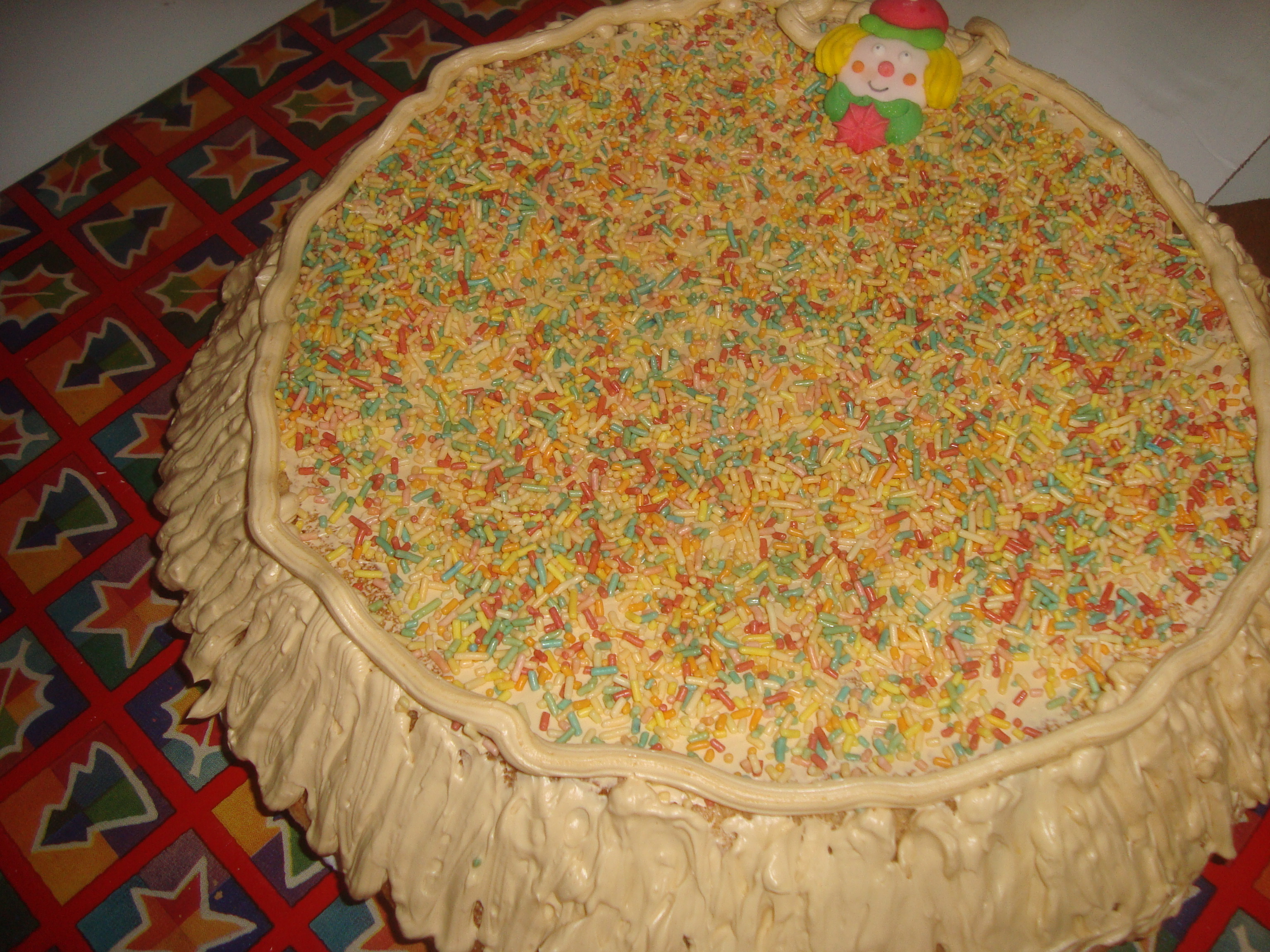
Tortà d'ametlles.

La província de Castelló és una de les poques en les quals es pot passar del mar a l'alta muntanya en pocs quilòmetres; El clàssic turisme de sol i platja com Benicàssim, Orpesa o Peníscola és complentat per un bon turisme d'interior de cases rurals, amb la monumentalitat de pobles com Morella, Sant Mateu, Segorb, balnearis en Montanejos, Benassal, Catí o la Vilavella, les fonts del riu Palància, una àmplia xarxa de sendes, etc.
També existeixen una gran quantitat de paisatges i paratges naturals per tota la província com són les Grutes subterrànies de Sant Joseo de la Vall d'Uixó, castells com el Castell de Peníscola, el castell d'Onda, conegut com les 300 torres, el Castell de Morella, o el poble fortificat de Mascarell (Nules) (un dels pocs pobles totalment fortificats que queden al País), cases modernistes en Borriana i Benicarló, "resorts" turístics com Marina d'Or i la Renegà d'Orpesa els dos, la peculiar torre del Fadrí en Castelló de la Plana, l'Entrada de bous i cavalls en Segorb (declarada d'Interès Turístic Internacional), o la Cartuja de Vall de Cristo i el Santuari de la Cova Santa d'Altura, (patrona de la província).

### Parcs naturals de Castelló
- Serra d'Irta
- Prat de Cabanes-Torreblanca
- Tinença de Benifassà
- Desert de les Palmes
- Parc Natural del Penyagolosa (Penyagolosa)
- Serra d'Espadà
- Illes Columbretes
- Serra Calderona

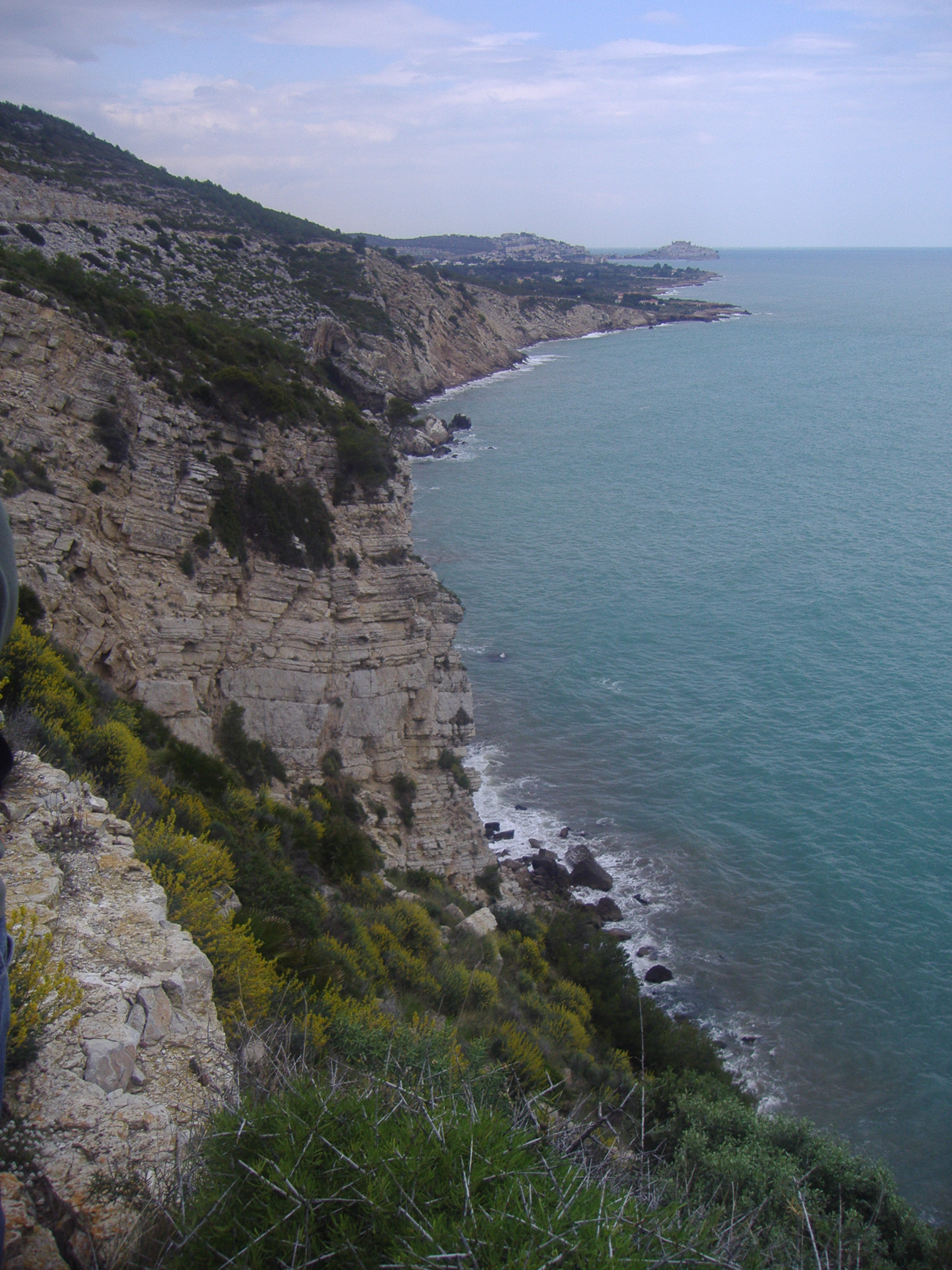
Penya-segats de la Serra d'Irta
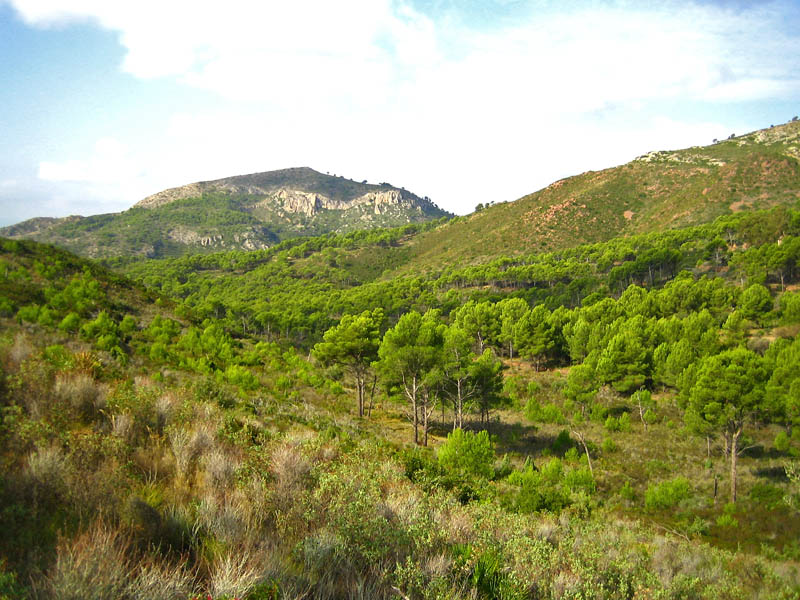
Desert de les Palmes
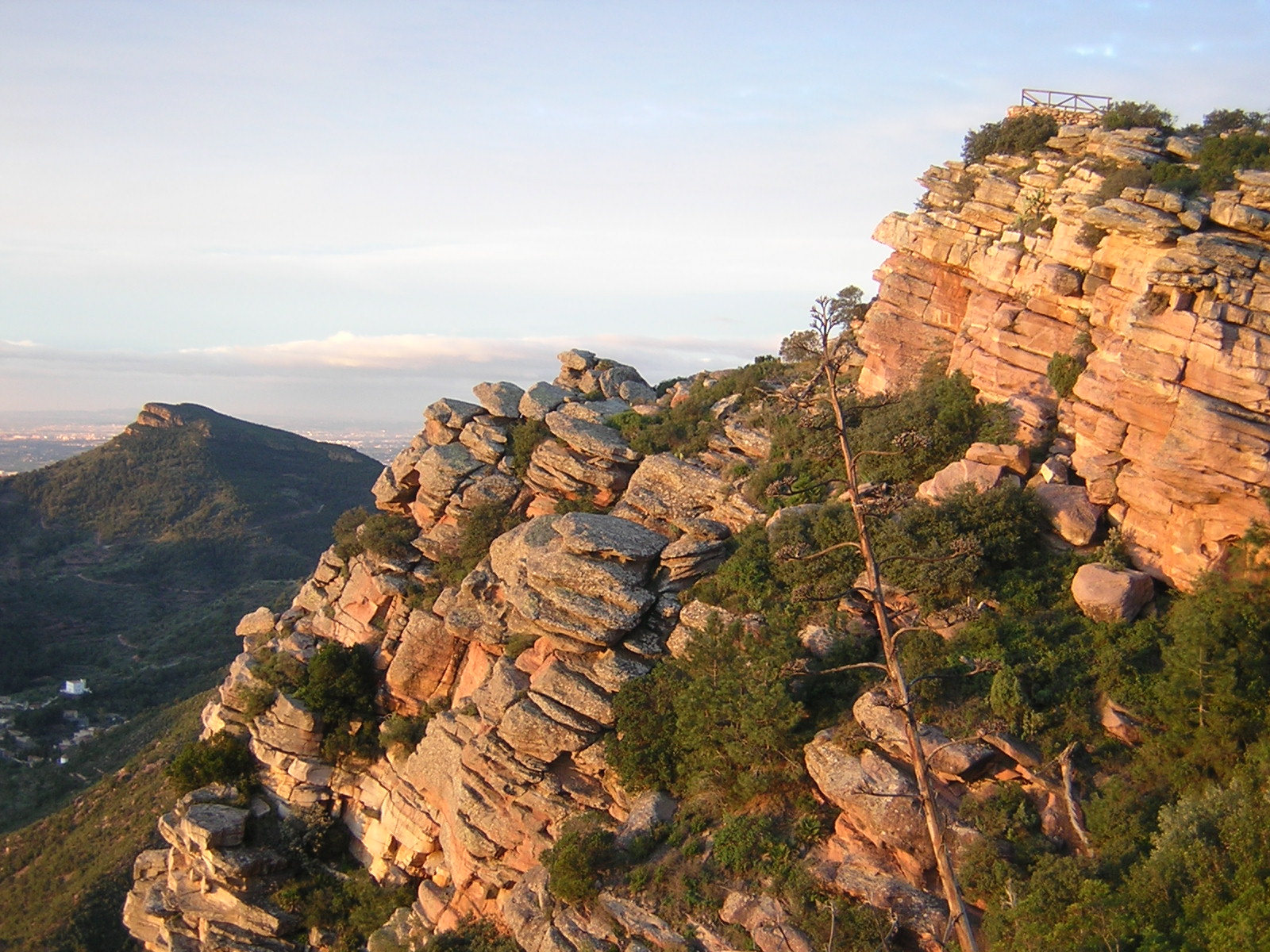
El Garbí (Serra Calderona)
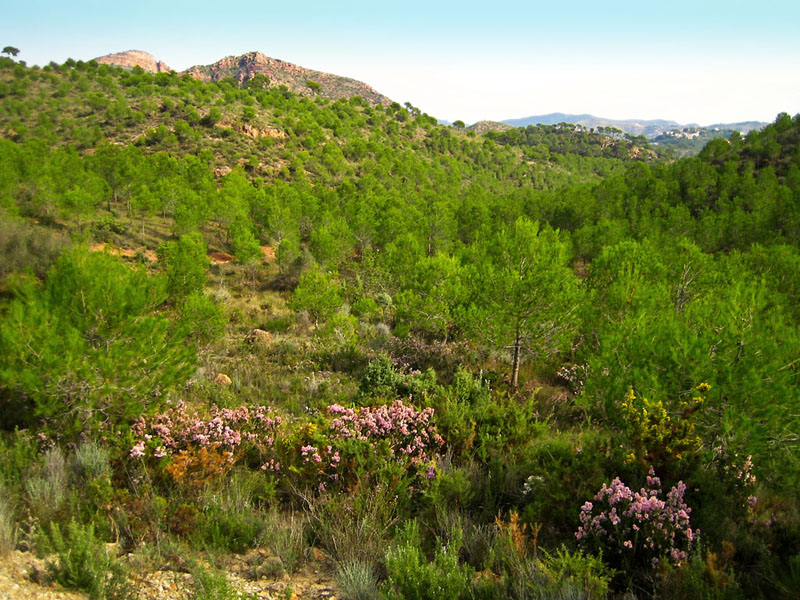
Pinar en la Serra Calderona
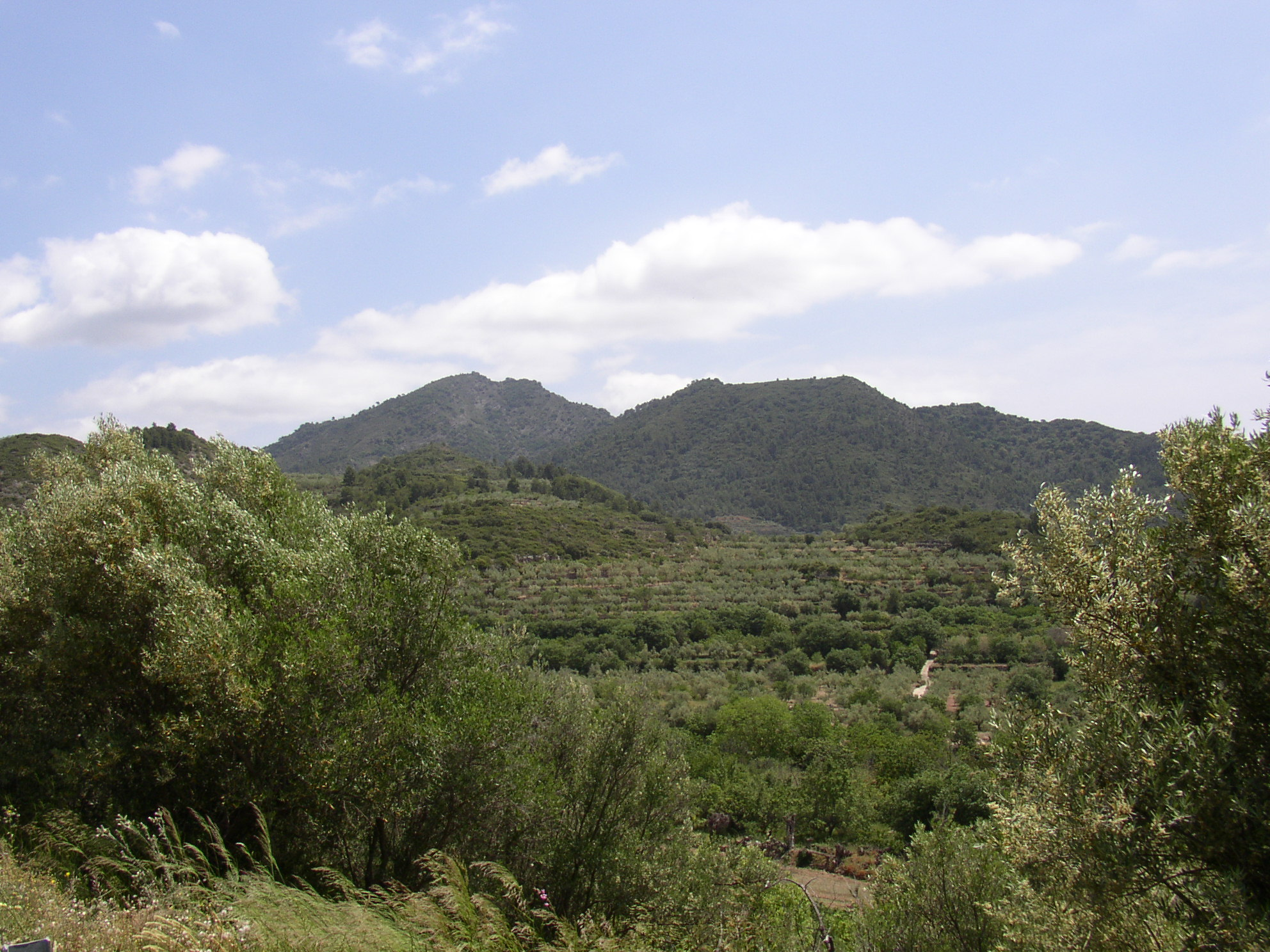
Serra d'Espadà en Algimia d'Almonesir
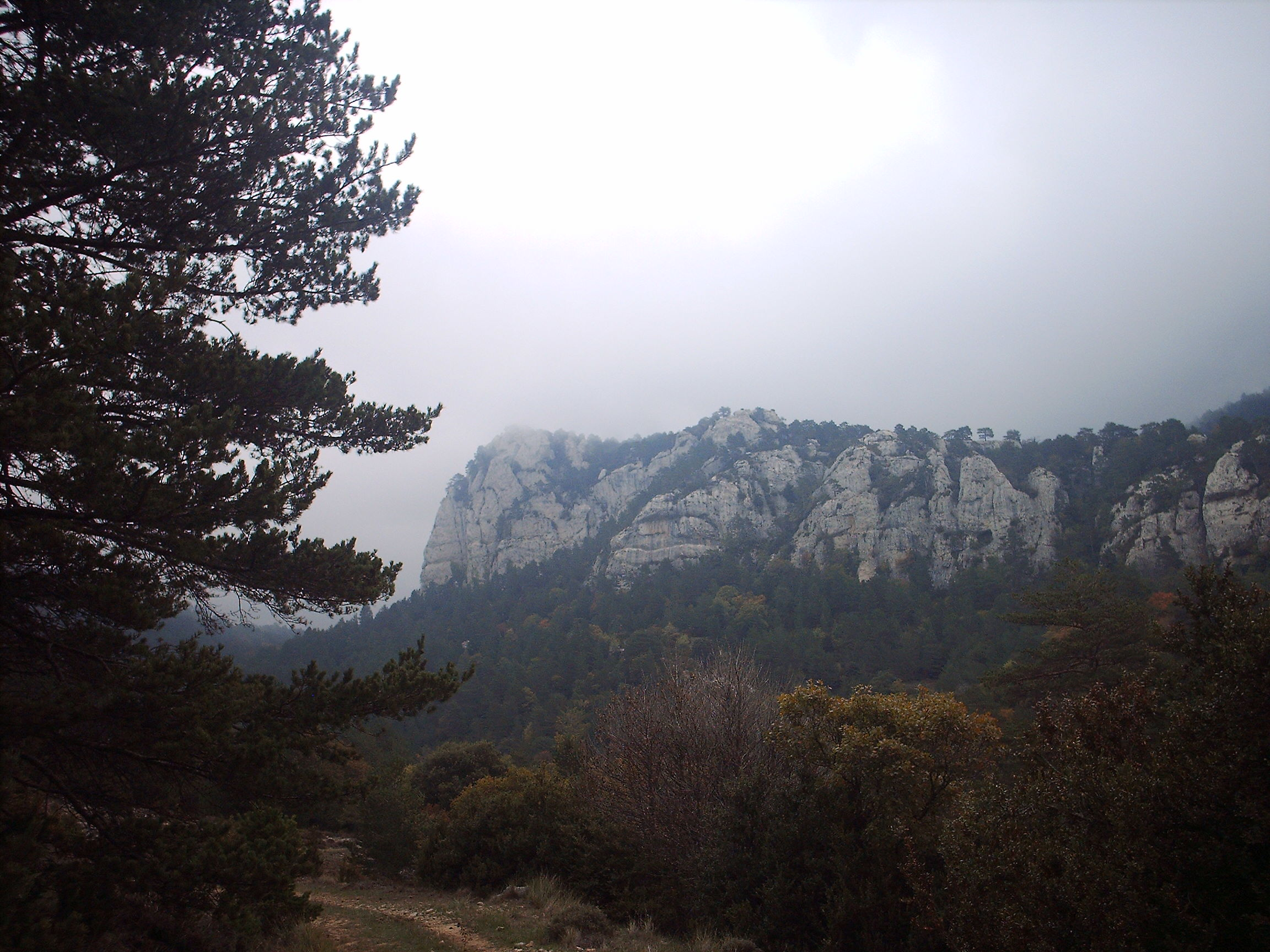
Tinença de Benifassà